# Varenne (rivier)
De Varenne is een rivier in de Franse departementen Mayenne en Orne regio Pays de la Loire. Zij is een rechtse zijrivier van de Mayenne en behoort bijgevolg tot het bekken van de Loire.
Het is een rivier met een onregelmatig debiet, zoals de meeste in deze streek.

## Loop
De Varenne is 59.9 km lang en stroomt in noord-zuidrichting. Zij ontspringt op 239 m hoogte in de gemeente Landigou bij de plaats La Maison Béchet. Zij stroomt door een diepe pittoreske vallei langs Messei,  Domfront en Torchamp, waar zij haar belangrijkste zijrivier, de Égrenne van rechts ontvangt. Ze overschrijdt de grens tussen de departementen Orne en Mayenne stroomt langs Soucé en 
Ambrières-les-Vallées. Enkele kilometer voorbij deze plaats mondt zij uit in de Mayenne.